# Falukalaset
Falukalaset är ett evenemang som sedan år 2000 (vanligtvis) hålls i början av juni i centrala Falun. Det sträcker sig över fyra dagar, ibland fem och då i samband med nationaldagen. Förutom marknad och tivoli kännetecknas evenemanget av artister i olika inriktningar.
Under åren 2000–2012 var RIX FM en stor del av grejen med massor av svenska kändisar på plats. Men 2013 var det slutspurten för dem där. Trots det lyckades de fixa Robin Stjernberg att komma och spela. Fansen och ungdomarna skrek av glädje när det hände. Senare kallades det för "det sista falukalaset". Sen kom det att kallas för Falu folkfest istället, vilket inte var en jättechock eftersom RIX FM inte var med längre.
1. ↑  ”Det sista Falukalaset”. Falukalaset.se. 22 maj 2017. Arkiverad från originalet den 3 januari 2024. https://web.archive.org/web/20240103113856/http://falukalaset.se/det-sista-falukalaset/. Läst 3 januari 2024.
2. ↑  ”Första året med Falu folkfest”. Falukalaset.se. 21 maj 2017. Arkiverad från originalet den 3 januari 2024. https://web.archive.org/web/20240103113856/http://falukalaset.se/forsta-aret-med-falu-folkfest/. Läst 3 januari 2024.